# Kakuszyho dům
Kakuszyho dům (maďarsky Kakuszy-ház) je památkově chráněný obytný dům v Segedínu, jediný chráněný dům se střechou tohoto typu v tzv. Horním městě (Felsőváros). Budova bývala kdysi jednou z nejznepokojivějších příkladů chátrajících památek v Maďarsku.
Budova stojí na vnějším okraji historické čtvrti Felsőváros v Segedínu, na ulici Csaba ut, na pomezí panelové a tradiční zástavby. Osa budovy nesměřuje kolmo k ulici a průčelí tak nepřiléhá pevně k uliční čáře.
Dům byl postaven v roce 1889 na pozemku, který se uvolnil v souvislosti s velkou povodní z roku 1879. Rodina Kakuszyů jej vlastnila až do 70. let 20. století, poté jej maďarský stát prohlásil z akulturní památku a odkoupil. Po roce 1989 byl převeden na nadaci, která jej měla opravit, nicméně tak nebylo učiněno. Dům byl v roce 2000 v havarijním stavu, v roce 2005 se zřítila jedna stěna a polovina domu zůstala bez střechy. V roce 2011 byla budova následně vrácena státu a zrekonstruována v letech 2013 a 2014.